# Accipiter hiogaster
Accipiter hiogaster là một loài chim trong họ Accipitridae.